# Elk Plain
Elk Plain és una concentració de població designada pel cens dels Estats Units a l'estat de Washington. Segons el cens del 2000 tenia 15.697 habitants.

## Demografia
Segons el cens del 2000, Elk Plain tenia 15.697 habitants, 4.990 habitatges, i 4.166 famílies. La densitat de població era de 633,3 habitants per km².
Dels 4.990 habitatges en un 48,8% hi vivien nens de menys de 18 anys, en un 66,9% hi vivien parelles casades, en un 10,5% dones solteres, i en un 16,5% no eren unitats familiars. En el 12,1% dels habitatges hi vivien persones soles el 2,6% de les quals corresponia a persones de 65 anys o més que vivien soles. El nombre mitjà de persones vivint en cada habitatge era de 3,12 i el nombre mitjà de persones que vivien en cada família era de 3,34.
Per edats la població es repartia de la següent manera: un 32,9% tenia menys de 18 anys, un 7,7% entre 18 i 24, un 34% entre 25 i 44, un 20% de 45 a 60 i un 5,4% 65 anys o més.
L'edat mediana era de 32 anys. Per cada 100 dones de 18 o més anys hi havia 101,3 homes.
La renda mediana per habitatge era de 54.400 $ i la renda mediana per família de 57.004 $. Els homes tenien una renda mediana de 39.242 $ mentre que les dones 26.105 $. La renda per capita de la població era de 19.547 $. Aproximadament el 5,5% de les famílies i el 7,8% de la població estaven per davall del llindar de pobresa.

## Poblacions més properes
El següent diagrama mostra les poblacions més properes.